# Eupithecia biviridata
Eupithecia biviridata är en fjärilsart som beskrevs av W. Warren 1896. Eupithecia biviridata ingår i släktet Eupithecia och familjen mätare. Inga underarter finns listade i Catalogue of Life.